# 沈如麒
沈如麒（？—？），字朝珍，順天府霸州民籍，浙江嘉興府嘉興縣人，明朝政治人物。

## 生平
順天府鄉試第五十五名舉人。嘉靖三十八年（1559年）中式己未科會試第三十八名，三甲第五十八名進士。

## 家族
曾祖沈盛；祖父沈祥，巡檢；父沈賢，母謝氏。永感下。兄如鳳。弟如麟。